# 牛氏三棘魨
牛氏三棘魨，為輻鰭魚綱魨形目鱗魨亞目三棘魨科的其中一種，為熱帶海水魚，分布於印度西太平洋區，從孟加拉灣至澳洲西北部海域，本魚體橢圓且側扁，體灰色，腹部白色，背鰭鰭膜深色，背鰭第1硬棘粗大，尾柄長，吻短，體長可達28公分，棲息在沙底質水域，以底棲性無脊椎動物為食，可作為食用魚。

## 扩展阅读
維基物種上的相關：牛氏三棘魨